# Okemos
Okemos ist eine Unincorporated Community im Meridian Charter Township im US-Bundesstaat Michigan. Sie befindet sich im Ingham County nahe der Hauptstadt Lansing. Das U.S. Census Bureau hat bei der Volkszählung 2020 eine Einwohnerzahl von 25.121 ermittelt. Gleichzeitig ist es für statistische Zwecke ein Census-designated place (CDP).

## Geografie

### Geografische Lage
Okemos liegt im Norden des Ingham Countys. Der Red Cedar River fließt in westliche Richtung durch das Gebiet. Er mündet bei Lansing in den Grand River. Es gibt nur wenige kleinere Seen auf dem Gebiet. Die Oberfläche ist eben, ohne nennenswerte Erhebungen.

### Nachbargemeinden
- Norden: Haslett (CDP)
- Osten: Williamstown Township
- Süden: Alaiedon Township
- Westen: East Lansing

### Stadtgliederung
Da Okemos keine eigene Verwaltung hat, wird es durch die Verwaltung des Meridian Charter Townships mitverwaltet.

### Klima
Die mittlere Durchschnittstemperatur in Okemos liegt zwischen −6,1 °C (21 °F) im Januar und 20,6 °C (69 °F) im Juli. Damit ist der Ort gegenüber dem langjährigen Mittel der USA um etwa 9 Grad kühler. Die Schneefälle zwischen Oktober und Mai liegen mit bis zu zweieinhalb Metern mehr als doppelt so hoch wie die mittlere Schneehöhe in den USA; die tägliche Sonnenscheindauer liegt am unteren Rand des Wertespektrums der USA.

## Geschichte
Die Besiedlung des Gebietes begann 1833. Am 13. Mai des Jahres siedelte sich als erster weißer Siedler Sanford Marsh an. Zunächst wurde die Siedlung durch Freeman Bray, ab 1840 Hamilton genannt. Die Namensgebung sollte den Präsidenten Alexander Hamilton ehren.  Vermessen wurde das Gebiet vermutlich 1841, jedoch erst am 29. Mai 1851 offiziell registriert. Bray gründete Hamilton als Handelsposten zu den Ojibwa. Gehandelt wurde mit Pelzen und Fellen sowie im Gegenzug Kaliko, Blei, Schmuck, Besteck und Alkohol. Das Meridian Charter Township wurde 1842 vom Gesetzgeber organisiert. Ein Sägewerk entstand 1842, ein erster Gemischtwarenladen 1853, ein Staudamm zur Wasserregulierung ermöglichte weitere Sägewerke. Eine Schrotmühle kam 1856 hinzu. Diese ersten Werke brannten jedoch alle 1864 bzw. 1865 ab. 1859 wurde der Name von Hamilton in Okemos geändert, in Erinnerung an den indianischen Häuptling John Okemos der Saginaw Chippewa in der Ojibwa-Nation, einem mächtigen Häuptling, der mit den Siedlern der Region Handel trieb. Er starb 1858. Im Jahr 1871 bekam Okemos einen Bahnhof und wurde mit der Michigan Central Railroad verknüpft, auf der Strecke, die Lansing mit Detroit verband.

## Kultur und Sehenswürdigkeiten

### Bauwerke
In Okemos befindet sich das Goetsch-Winckler House, das 1940 von Frank Lloyd Wright erbaut wurde und seit 1995 im National Register of Historic Places geführt wird.

## Wirtschaft und Infrastruktur
Von 1969 bis 1994 war Kelmark Engineering, ein Hersteller von Kit Cars, in Okemos ansässig.
In Okemos befindet sich die 1969 eröffnete Meridian Mall, ein Einkaufszentrum mit etwa 125 Geschäften, einem Food Court sowie einem Kino an der Peripherie. Die Ankergeschäfte des Einkaufszentrums sind J. C. Penney, Macy’s und Dick’s Sporting Goods.

### Verkehr
Durch Okemos verläuft die M-43, ein Michigan-Highway, der zum Michigan State Trunkline Highway gehört.

### Öffentliche Einrichtungen
In Okemos gibt es mehrere medizinische Einrichtungen.
Eine Filiale der Capital Area District Libraries befindet sich in Okemos.

### Bildung
Zum Okemos Public School District gehören vier Grundschulen, darunter eine Montessori-Schule, die Kinawa School für die Klassen 5 und 6, die Chippewa School für die Klassen 7 und 8 sowie die Okemos High School für die Klassen 9 bis 12. 
Okemos grenzt im Westen an den Campus der Michigan State University.

## Persönlichkeiten

### Söhne und Töchter der Stadt
- Susan Jacoby (* 1945), Autorin
- Evan Roth (* 1978), Künstler
- Andrew Robl (* 1986), Pokerspieler

### Persönlichkeiten, die vor Ort gewirkt haben
- Madison Hubbell (* 1991), Eistänzerin